# 나눔초등학교
나눔초등학교는 대한민국 경기도 안양시 동안구에 있는 공립 초등학교이다.

## 학교 연혁
- 2005년 12월 26일 : 나눔초등학교 설치인가
- 2006년 3월 2일 : 나눔초등학교 개교, 초대 이형일 교장 부임
- 2006년 3월 7일 : 학급 재편성(17학급 501명)
- 2006년 3월 16일 : 학급 재편성(17학급 502명)
- 2009년 2월 12일 : 졸업식(3학급 87명)
- 2017년 3월 1일 : 제6대 공영옥 교장 부임
- 2021년 1월 3일 : 제15회 졸업식(3학급 77명, 누계 1,204명)
- 2021년 3월 2일 : 입학식(2학급 32명) 및 시업식(14학급 편성 277명)